# Евровизија (мрежа)
Евровизија (енгл. Eurovision) је назив за телевизијску мрежу коју су основале националне радиодифузне организације (претежно) европских држава окупљене у Европску радиодифузну унију. Реч „Евровизија” у необавезном говору често означава најпознатији заједнички пројекат мреже Евровизија, Песму Евровизије.
Мрежа је првенствено основана ради организовања телевизијских преноса међународно значајних догађаја. Организовање Европске радиодифузне уније и Евровизије нема везе са Европском унијом и почиње још 1950. године. Тренутно чланство обухвата 52 стална члана и 29 придружених чланова уније. Земље источне Европе су имале своју паралелну организацију под именом „Интервизија”. Постоји и радијски пандан Евровизије, Еврорадио.
Међу познатим заједничким продукцијама Евровизије су:
- Песма Евровизије
- Дечја песма Евровизије
- Плес Евровизије (више се не емитује)
- пренос Бечког новогодишњег концерта
- преноси Турнира четири скакаонице
- преноси папских посланица „Urbi et Orbi”
- преноси коњичких трка „Палио ди Сијена”
- дугогодишњи серијал „Игре без граница”

те бројни међународни спортски и културни преноси.
Преноси заједничких продукција Евровизије почињу кратким телопом са логом Европске уније за радиодифузију, којег прати препознатљива мелодија, риторнел тема „Позоришта ремек-дела”, из прелудијума оркестрацији „Те деума” Марк-Антоана Шарпантјеа (Х.146 у нумерацији Хјуа Вајлија Хичкока).